# Sri Jayawardenepura Kotte
Sri Jayawardenepura Kotte, znan i kao Kotte je zakonodavni i sudski glavni grad države Šri Lanke. Sri Jayawardenepura Kotte je satelitski grad i nalazi se unutar urbanog područja de facto gospodarskog, izvršnog i sudskog glavnog grada Šri Lanke, Colomba.
Po popisu iz 2001, grad je imao 115 826 stanovnika.